# Kang Hŭian
Kang Hŭian (hangeul : 강희안 ; hanja : 姜希顔 ; RR : Gang Huian), parfois Kan Hui-an, est un lettré coréen sous la dynastie Joseon (Chosŏn) ayant pratiqué la peinture en Corée. Il est représentatif des peintres lettrés coréens au début de la dynastie. Il est, probablement, né en 1419 et mort en 1464.

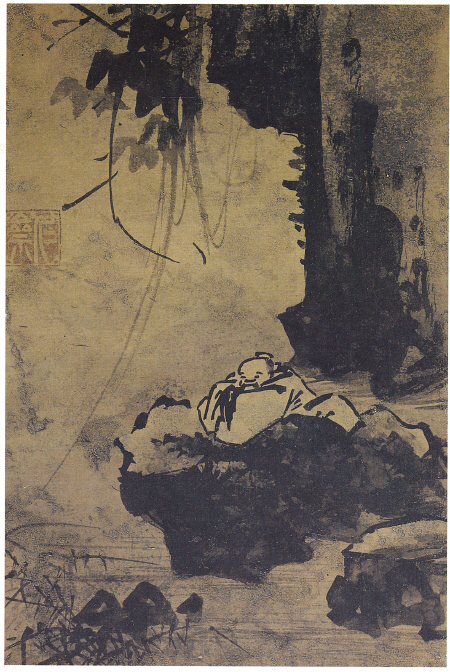
Un lettré contemple la rivière. Kang Hŭian. Feuille d'album, H. 23,4 L. 15,7 cm. Musée national de Corée.

## Éléments biographiques et style
Kang Hŭian venait d'une famille aristocratique célèbre ; son grand'père et son père excellaient en tant que lettrés, en tant que poètes et en tant que peintres : ils étaient des maîtres dans ces "Trois perfections" (samjeol). Lui même a fait partie de la Chambre d'élite de l'Académie royale du roi Sejong et dans ce cadre il s'est investi dans la mise au point de l'alphabet hangeul et dans d'autres projets tout aussi importants. Le célèbre lettré et peintre Dai Jin était au palais impérial - la Cité interdite - lors du séjour de Kang Hŭian, en représentation à la cour des Ming. Il était alors le chef adjoint de l'ambassade auprès de la Chine des Ming en 1455 et en 1462. Sous la dynastie Ming, en Chine, l'école de Zhe était un groupe de peintres-lettrés autour de ce célèbre Dai Jin. Cependant, compte tenu des idées du lettré Coréen, on peut se demander si une quelconque interaction entre Kang Hŭian et un peintre de la cour comme Dai Jin aurait pu avoir lieu. Et pourtant, au XVIe siècle, l'école de Zhe fit de nombreux émules en Corée.
À son époque les valeurs qui fondent la culture coréenne de l'élite au pouvoir sont clairement issues du néo-confucianisme chinois. Les cadres de l'administration sont assurés par des lettrés - en Chine lorsqu'un lettré a une fonction administrative il est mandarin. Leur travail administratif, très complexe, peut trouver un intermède avec la production littéraire, la poésie, la musique et la peinture (les activités physiques étant totalement exclues, mais les déplacements, à cheval ou sur une autre monture, sont habituels).
Kang Hŭian est considéré comme l'un des principaux peintres lettrés coréens du XVe siècle avec An Kyŏn et Choe Kyong. Cependant, à son époque et selon ses propres valeurs en tant que lettré, il considérait la peinture comme un simple passe-temps. Les récits historiques conservés montrent qu'il se serait senti humilié à l'idée que ses peintures soient transmises aux générations futures ; ce qui peut expliquer pourquoi si peu de ses œuvres ont survécu. On conserve des allusions à ses peintures ayant pour sujet des "paysages", "fleurs de prunier", "bambous", ainsi que "fleurs, plantes et insectes". Tous ces sujets étaient habituels aux peintres chinois.
Dans la peinture "Un lettré qui contemple l'eau", un érudit s'effondre avec contentement sur un rocher, et il regarde pensivement l'eau - le temps - qui passe. Il emploie le style de jansan ingsu (殘山剩水, qui signifie « paysages partiellement représentés ») associé aux peintures de paysages des Song du Sud en Chine comme Ma Yuan. Ces peintures ne présentent généralement que des éléments de paysage clairsemés : comme un gros rocher isolé et un arbre, sur un fond vide.
Néanmoins l'attribution de cette feuille est contestée. En effet, selon Burglind Jungmann, 2014 (UCLA), le style dynamique du pinceau ressemble au style de la seconde génération des maîtres de l'école de Zhe en Corée. D'autre part, l'une des gravures du Précis de peinture du Jardin du Grain de Moutarde présente un lettré dans une attitude rigoureusement semblable. Cet ouvrage a été publié à la fin du XVIIe siècle, mais cette gravure a été ajoutée ultérieurement. De nombreux peintres coréens du XVIIIe siècle ont utilisé cet ouvrage, et cette page ne serait donc pas de Kang Hŭian.
L'influence de Kang Hŭian s'est poursuivie jusqu'au milieu de la période Joseon, car il a été un pionnier du style de l'école Zhe en Corée.

## Sources
1. 1 2 3  Jane Portal, 2005, p. 130.
2. 1 2 3  Burglind Jungmann, 2014, p. 41.
3. ↑  National Museum of Korea.
4. ↑  Isabelle Sancho, « Les concours de recrutement des fonctionnaires dans la Corée de Chosŏn (1392-1910): les paradoxes d’une méritocratie », dans Société des Agrégés de l'Université, Les concours, un modèle à la française ?, 2015 (SUDOC 258753676, lire en ligne), p. 70-88.
5. ↑  Michael J. Seth, 2010, p. 180.
6. ↑  Burglind Jungmann, 2014, p. 39-40.